# Новое Поле (Самарская область)
Новое Поле — деревня в Шенталинском районе Самарской области в составе сельского поселения Васильевка.

## География
Находится на расстоянии примерно 17 километров по прямой на юг-юго-восток от районного центра станции Шентала.

## Население
Постоянное население составляло 71 человек (русские 90%) в 2002 году, 59 в 2010 году.